# Cyclogomphus gynostylus
Cyclogomphus gynostylus är en trollsländeart som beskrevs av Fraser 1926. Cyclogomphus gynostylus ingår i släktet Cyclogomphus och familjen flodtrollsländor. IUCN kategoriserar arten globalt som sårbar. Inga underarter finns listade i Catalogue of Life.